# Episodi di Will Trent (prima stagione)
La prima stagione della serie televisiva Will Trent, composta da 13 episodi, è stata trasmessa in prima visione assoluta negli Stati Uniti d'America su ABC dal 3 gennaio al 2 maggio 2023.
In Italia la stagione è stata distribuita sul servizio di streaming on demand Disney+ dal 12 aprile al 28 giugno 2023. In chiaro è trasmessa in prima visione su Rai 2 dal 27 luglio 2025.
| nº | Titolo originale                      | Titolo italiano                     | Prima TV USA     | Pubblicazione Italia |
| -- | ------------------------------------- | ----------------------------------- | ---------------- | -------------------- |
| 1  | Pilot                                 | Un'infanzia dolorosa                | 3 gennaio 2023   | 12 aprile 2023       |
| 2  | I'm a Pretty Observant Guy            | Un'alibi inattaccabile              | 10 gennaio 2023  | 12 aprile 2023       |
| 3  | Don't Let It Happen Again             | Che non accada di nuovo             | 17 gennaio 2023  | 19 aprile 2023       |
| 4  | My Stupid Detective Brain             | La mia stupida mente da detective   | 24 gennaio 2023  | 26 aprile 2023       |
| 5  | The Look Out                          | La vendetta                         | 31 gennaio 2023  | 3 maggio 2023        |
| 6  | Should I Go Get My Tin Foil Hat?      | L'Hard Disk                         | 14 febbraio 2023 | 10 maggio 2023       |
| 7  | Unable to Locate                      | Non rintracciabile                  | 21 febbraio 2023 | 17 maggio 2023       |
| 8  | Two Hundred Dollars and a Bus Pass    | Assassinio al Campus                | 28 febbraio 2023 | 24 maggio 2023       |
| 9  | Manhunt                               | Caccia all'uomo                     | 21 marzo 2023    | 31 maggio 2023       |
| 10 | Pterodactyls Can Fly                  | Gli pterodattili possono volare     | 28 marzo 2023    | 7 giugno 2023        |
| 11 | Bill Black                            | Bill Black                          | 18 aprile 2023   | 14 giugno 2023       |
| 12 | Nothing Changed Except for Everything | Non è cambiato niente tranne tutto  | 25 aprile 2023   | 21 giugno 2023       |
| 13 | A Bad Temper And A Hard Heart         | Un brutto carattere e un cuore duro | 2 maggio 2023    | 28 giugno 2023       |

## Un'infanzia dolorosa
- Titolo originale: Pilot
- Diretto da: Paul McGuigan
- Scritto da: Liz Heldens e Daniel Thomsen

### Trama
La studentessa liceale Emma Campano viene apparentemente uccisa a casa propria nel corso di una rapina finita tragicamente. Rientrando poco dopo, la madre Abigail affronta e uccide il presunto assassino. Il Georgia Bureau of Investigation (GBI, la forza dell'ordine dello Stato federato) riceve l'ordine di indagare insieme alla Polizia di Atlanta, e la Vice Direttrice Amanda Wagner incarica il suo miglior investigatore, l'Agente Speciale Wilbur "Will" Trent, sgradito all'intero Dipartimento di Polizia per il suo ruolo in una recente inchiesta interna per corruzione che ha posto fine alle carriere di numerosi poliziotti, tanto che la sua auto è stata vandalizzata con insulti. Will è brillante, intuitivo, estremamente perspicace, apparentemente scontroso e di indole solitaria; ha uno stile di abbigliamento ricercato (indossa sempre un completo a tre pezzi); ha vissuto un'infanzia difficile nel sovraffollato ed inefficiente sistema di affidamento di Atlanta, subendo umiliazioni e abusi fisici (ciò lo ha reso diffidente ma anche estremamente empatico); è entrato nelle forze dell'ordine per evitare che tali esperienze accadano ad altri, ed ora ha la più elevata percentuale di casi risolti del Bureau. Inoltre, ha un legame profondo e una complicata relazione sentimentale intermittente con l'amica d'infanzia Angela "Angie" Polaski, che lo conosce meglio di chiunque e che ha un passato di abuso di alcol e stupefacenti: i due hanno abitato nella stessa casa-famiglia e si sono sempre presi cura l'uno dell'altra.
Prima di raggiungere la scena del crimine, Trent si ferma presso un rifugio per animali per lasciare Betty, la chihuahua di circa cinque anni della vicina deceduta da tre giorni, ma poi, provando compassione per la sua storia simile di abbandono, non riesce a separarsene e, per impedire che venga soppressa, decide di adottarla, instaurando con lei un rapporto buffo e tenero.
Paul Campano, il padre di Emma, conosce Trent dal loro periodo trascorso nello stesso orfanotrofio da bambini, dove quest'ultimo veniva maltrattato e soprannominato "Bidone" (per essere stato trovato neonato abbandonato in un cassonetto). Egli reagisce ad una provocazione di Campano dandogli un pugno provocando così una rissa negli uffici del GBI.
Sulla scena del crimine, le elevate capacità deduttive e di osservazione di Trent accertano presto che la vittima non è Emma Campano bensì la sua migliore amica Kayla Alexander; Emma è stata rapita e il ragazzo ucciso da Abigail è innocente. La Vice Direttrice Wagner affianca a Trent la detective dell'APD Faith Mitchell, riluttante poiché la decorata carriera trentennale della madre è stata terminata dall'indagine per corruzione; mentre il detective Michael Ormewood guida l'indagine sul rapimento di Emma. Grazie ad una soffiata di Polaski, ora detective della Buoncostume sotto copertura da due mesi per arrestare uno spacciatore, Trent rintraccia l'auto di Emma (utilizzata dal rapitore e poi abbandonata). Il filmato di sorveglianza di uno studio di registrazione nei pressi dell'auto conferma il rapimento ma impedisce l'identificazione del responsabile.
I sospetti ricadono su un dipendente dello studio ossessionato da Emma, ma non appena Trent e Mitchell (spostata dall'APD al GBI) arrivano per interrogarlo, egli si suicida sparandosi davanti ai loro occhi. Il superiore di Polaski la trasferisce alla squadra Omicidi in coppia con Ormewood ed entrambi ne sono infastiditi (hanno lavorato insieme due anni prima).
Quella sera, Will torna a casa trovando Angie ad aspettarlo e i due diventano intimi. All'alba, Will sta esaminando i documenti scolastici inviati dal liceo di Emma ma sperimenta difficoltà a causa della grave dislessia di cui è affetto (e che al lavoro tenta di nascondere). Improvvisamente, il campanello suona, Will apre la porta e sulla soglia vi è Paul Campano che afferma di aver sparato al rapitore di Emma.
- Special guest star: Mark-Paul Gosselaar (Paul Campano), Jennifer Morrison (Abigail Campano)
- Guest star: Kevin Daniels (Franklin), Brandon Stanley (Warren Greer), Danny Burstein
- Altri interpreti: Todd Allen Durkin (capitano Dennis Heller), Deion Smith (Jeremy Mitchell), Isaiah Stratton (agente O'Hara), Aline O'Neill (Emma Campano), Mason Mecartea (studente), Darrius Phillip Thomas (Gabe), Justin Kucsulain (Kyle), Pete Mangum (poliziotto), Dot Cloud (Kayla), Zarah Spalding (ragazza adolescente), Kate Kovach (Jules), Jessica Craig (studentessa), Darryl Dillard (Ken), Tessa Spencer Adams (conduttrice), Lynne Ashe (donna di mezza età).
- Note: Uno dei personaggi più amati della serie è la chihuahua del protagonista: nella finzione il suo nome completo è Betty Maria White Trent e ha circa cinque anni. Per impedire che venga soppressa, Will decide di adottarla e da quel momento, la cagnolina diventa molto più di un semplice animale domestico: rappresenta infatti una confidente silenziosa, un'ascoltatrice non giudicante, una presenza rassicurante e una compagna affettuosa e leale. Essa simboleggia anche la natura altruista del protagonista, che tende a prendersi cura dei "randagi" (umani e animali) offrendo loro una seconda possibilità. Nella realtà, Betty si chiama Bluebell e ha circa otto anni. La sua addestratrice, con la quale lavora dal 2018, la definisce una vera professionista sul set. La cagnolina è immediatamente diventata una star sui social, con account dedicategli dai fan. Molte persone hanno iniziato a seguire la serie proprio per la sua presenza.[5]
- Ascolti USA: telespettatori 3 610 000[6]

## Un'alibiinattaccabile
- Titolo originale: I'm a Pretty Observant Guy
- Diretto da: Howard Deutch
- Scritto da: Liz Heldens

### Trama
Paul Campano, sorpreso di trovare Angie a casa di Will (anche lei è cresciuta tra case - famiglie e affidamento), riferisce di sospettare che l'insegnante di Inglese del liceo di Emma ne abusasse sessualmente e di avergli perciò sparato sebbene involontariamente. Trent gli chiede un campione di DNA per escluderlo dai sospettati, scatenando un'altra lite tra loro. L'indagine prosegue e l'investigatore si sente frustrato finché i sospetti si indirizzano sul docente ferito da Campano, Evan Bernard, il quale si rivela un predatore sessuale e scaltro sociopatico che schernisce Will per la sua dislessia.
Successivamente, Trent deduce che la consulente scolastica del liceo, Mary Clark, è coinvolta nel rapimento di Emma: la donna tenta di ucciderlo quando lui si reca ad interrogarla, venendo salvato da Faith. Emerge che anche Mary è stata abusata e manipolata da Bernard, per questo si rifiuta di collaborare. Allora, Will si rivolge ad Angie affinché condivida con lei un drammatico episodio del proprio passato allo scopo di empatizzare: la detective racconta che la madre tossicodipendente (poi deceduta) la costringeva ad "offrirsi" agli uomini per procurarsi le sostanze (la prima volta, Angie aveva cinque anni). Ascoltando il racconto, la donna ad un certo punto crolla e rivela agli agenti il luogo dove si trova Emma. La ragazza viene salvata mentre il professore arrestato e formalmente incriminato.
Will invita Angie a cena per ringraziarla, ma lei rifiuta, turbata che un proprio trauma personale sia stato sfruttato per chiudere il caso: si è resa conto che non possono più stare insieme perché non fanno altro che ricordarsi a vicenda quanto siano a pezzi; lui replica che ogni volta che la guarda, vede la persona che l'ha salvato.
Nel frattempo, Angie, incalzata dai colleghi, ammette che il legame con Will dura da almeno venticinque anni: il suo sponsor degli Alcolisti Anonimi, il detective Franklin, teme tuttavia che la loro continua frequentazione possa potenzialmente compromettere la sobrietà di Polaski, sempre a rischio di ricadute. Il suo fastidio di essere in coppia con il detective Ormewood è dovuto ad una loro breve storia clandestina (lui è sposato e padre di due figli) risalente probabilmente a due anni prima quando hanno lavorato insieme per la prima volta. I due risolvono comunque il loro primo caso grazie ad una giovane testimone non-binaria, Nico, che Angie assume come dog-sitter per Betty cedendole la copia delle chiavi di casa di Will.
- Special guest star: Mark-Paul Gosselaar (Paul Campano), Jennifer Morrison (Abigail Campano)
- Guest star: Kevin Daniels (Franklin), Jay Huguley (Evan Bernard), Taylor Shurte (Mary Clark)
- Altri interpreti: Cora Lu Tran (Nico), Aline O'Neill (Emma Campano), Gara Coffey (collaboratrice del GBI), Angel Pean (Sadie), Tommi Rose (Lilly), Orelon Sidney (preside Olivia McFadden), Jordan Kennedy (Riley), Rabiyah A. Karim-Kincey (infermiera), Allen Burns (Skeevy Landlord)
- Ascolti USA: telespettatori 2 953 000[7]

## Che non accada di nuovo
- Titolo originale: Don't Let It Happen Again
- Diretto da: Howard Deutch
- Scritto da: Inda Craig-Galván

### Trama
Trent e Mitchell sono assegnati ad un caso di omicidio nell'area di Lake Lanier (un bacino idrico nel nord dello Stato della Georgia): il cadavere del Sindaco di Oakmead County è stato rinvenuto sulla sua barca carbonizzata. Raggiungendo il luogo, Trent ascolta una discussione telefonica tra Mitchell e il figlio Jeremy, che frequenta il college. Presto, emerge un collegamento tra la morte del Sindaco, un altro delitto recente e un caso irrisolto di trent'anni prima che coinvolgeva una famiglia di colore assassinata nella loro auto station wagon nei pressi del lago.
Ai due agenti del GBI e alla Sceriffo della contea di Hall, Josie Miller, si aggiunge la Vice Direttrice Wagner, secondo la quale gli omicidi della monovolume non sono stati adeguatamente investigati, incolpando lo Sceriffo dell'epoca. Da una vecchia fotografia che ritrae quattro uomini si riconoscono due delle vittime recenti e un meccanico locale, che rifiuta di arrendersi venendo ucciso dalla Sceriffo. Il quarto uomo è identificato come David Merrick, figlio dello Sceriffo dell'epoca. Si deduce che Miller era la neonata che si trovava all'interno dell'auto al momento dell'assassinio della famiglia e che ora esige vendetta sui colpevoli. Sul ponte di Lake Lanier, Merrick confessa gli omicidi. Miller gli spara ad una gamba mentre Faith tenta di calmarla, ma la donna si getta nel lago suicidandosi.
Faith riflette sulla storia del lago, la cui creazione ha comportato la distruzione di una comunità nera e sulla possibilità che l'area sia infestata da fantasmi.
Ad Atlanta, Polaski e Ormewood affrontano la morte di una guardia di sicurezza che lascia Angie perplessa. Dopo averla chiarita, Ormewood invita Angie a cena a casa. Alla fine della serata, la moglie di Ormewood, Gina, rivela ad Angie di essere al corrente del passato incontro intimo tra lei e il marito, esigendo che eviti che accada nuovamente. Più tardi, Angie informa Will della breve storia con Ormewood spiegando di non voler avere segreti tra loro.
- Guest star: Kevin Daniels (Franklin), Darin Toonder (David "Chip" Merrick), McKenzie Chinn (sceriffo Josie Miller), Michael Fairman (Merrick), Lance Tindall (sospetto), Miles Tindall (sospetto), Jordan Tindall (sospetto)
- Altri interpreti: Cora Lu Tran (Nico), Todd Allen Durkin (capitano Dennis Heller), Kurt Yue (Pete Chin), Deion Smith (Jeremy Mitchell), Beau Hart (Max Ormewood), Jophielle Love (Cooper Ormewood), Sara Antonio (Gina Ormewood), Amy Parrish (Irene), Kendrick Cross (Grady Parnell), Avery Bigelow (deputato Riley), Michaela Baham (Janie), Mike Kaye (uomo locale), Lindsey Elaine Shope (infermiera), Pat Dortch (Otis), Ryan King (Merrick da giovane), Avis-Marie Barnes (Theresa Rothwell)
- Ascolti USA: telespettatori 3 320 000[8]

## La mia stupida mente da detective
- Titolo originale: My Stupid Detective Brain
- Diretto da: Sheree Folkson
- Scritto da: Kath Lingenfelter

### Trama
L'Agente Speciale Trent si trova in ospedale con Mitchell, che è collassata negli uffici del GBI e viene sottoposta ad esami medici. La Vice Direttrice Wagner chiama per informare che è stato richiesto di indagare su un uomo urtato da un pickup nel Stone Mountain Park. Il Dipartimento di Polizia di Atlanta assiste i federali e Ormewood è in collera per essere nuovamente subordinato a Trent, sebbene quest'ultimo s'impegni ad andare d'accordo con lui per il bene di Angie.
Presto, l'uomo soccombe alle gravi lesioni e muore: il corpo reca segni di costrizione e tortura ed è stato anche accecato chimicamente. Perlustrando il parco, la squadra individua un secondo cadavere con ferite simili. Ormewood cade in un bunker sotterraneo nascosto fratturandosi una caviglia; esso è una "camera delle torture" dalla quale le vittime sono fuggite e contiene oggetti provenienti da una chiesa locale. Trent collega gli uomini ad un volantino che promuove un gruppo di supporto per padri separati e falliti appeso nell'atrio della chiesa, tuttavia la propria ossessione sulla passata breve relazione clandestina tra Ormewood e Polaski gli impedisce di focalizzarsi su una prova chiave, una registrazione audio dell'incidente realizzata da due podcaster. Incaricato di svolgere interrogatori supplementari di routine, Ormewood è frustrato ma poi identifica un sospettato, Tom Coldfield: si reca al suo indirizzo, una vecchia fattoria, ma Coldfield lo sorprende e lo imprigiona.
Dalla registrazione, Trent capisce che la vittima iniziale è stata investita deliberatamente; parlando con la coppia del pickup, emerge che Coldfield è il figlio della donna e che il suo padre biologico era un alcolizzato violento e senza un soldo: la madre e il patrigno l'hanno perciò aiutato a compiere una vendetta nei confronti di padri che ricordavano il proprio. Trent, Mitchell e Polaski si precipitano alla fattoria in tempo per salvare Ormewood e arrestare Coldfield.
Durante l'indagine, Will offre a Faith barrette proteiche per soddisfarne la fame, rendendosi conto che ha il diabete; lei invece deduce la sua dislessia e i due quindi discutono dei modi in cui i problemi personali vengono spesso sfruttati per denigrare l'abilità professionale. La loro collaborazione finalmente progredisce.
Alla fine, disteso sul letto accanto ad Angie, Will medita sul loro futuro.
- Guest star: Derek Evans (Tom Coldfield), Justin Miles (parroco)
- Altri interpreti: Kurt Yue (Pete Chin), Kayvon Esmaili (dott. Farhad Pournazeri), Tamika Shannon (Stephanie), Peter Leake (Duke), Dani Deetté (medico del pronto soccorso), Brooke Jaye Taylor (Elyse), Michael Francis Horn (Henry Coldfield), Deadra Moore (Judith Coldfield), Myles Moore (Radar), McKee Taylor (Blair), Anne-Marie Kennedy (Leslie)
- Ascolti USA: telespettatori 3 036 000[9]

## La vendetta
- Titolo originale: The Look Out
- Diretto da: Charles Randolph-Wright
- Scritto da: Daniel Thomsen

### Trama
Mitchell viene chiamata sulla scena di una sparatoria in un nightclub in cui suo figlio Jeremy era presente. Trent l'accompagna e, mentre Faith rimprovera il figlio, discute con i poliziotti dell'accaduto.
Nel corso di una rapina a mano armata perpetrata nella villa di un'ex star del football locale, Chris Conlan, la moglie aggredisce il ladro e quest'ultimo le spara uccidendola. Trent scommette con l'APD che risolverà il caso entro quella sera stessa: grazie ad alcune foto, egli scova una banda di rapinatori ma la mancanza di prove concrete li scagiona. Presto, Trent determina che il compagno di college di Conlan ha commesso la rapina come parte di una truffa assicurativa: i gioielli rubati erano falsi e la pistola sarebbe dovuta essere scarica. Non appena Trent e Mitchell arrivano per interrogarlo, l'uomo precipita dal balcone su un'auto parcheggiata. L'APD pretende la vincita della scommessa da Will, lui propone di raddoppiarla. Dalle foto di altre serate in discoteca, si stabilisce che il manager di Conlan e la moglie avevano una relazione clandestina e che il manager aveva caricato l'arma sperando che l'ex atleta finisse ucciso (essendo al corrente della rapina).
Trent e Mitchell arrestano il manager e anche Conlan che sta per sparargli.
Ormewood e Polaski indagano sull'omicidio di un losco agente immobiliare che gestiva criptovalute, rintracciando il denaro fino all'ex socio impiegato nel settore della pornografia. Ormewood lo insegue e lo picchia, preoccupando Angie. All'interno della casa utilizzata per girare i video intimi, Angie scopre una vittima di traffico sessuale e promette di prendersene cura.
Nel frattempo, quando Betty scompare per poco tempo, Will incolpa Angie innescando un'accesa lite a seguito della quale lei decide di trasferirsi. Durante l'indagine, Will flirta con la fotografa Ava che lo invita ad uscire, ma lui declina sentendosi in colpa per l'apparente fine della relazione con Angie. Quella sera, lei torna da lui affermando di non volere abbandonare i rapporti quando diventano difficili.
- Guest star: Julia Chan (Ava Green), Onye Eme-Akwari (Pudge), Ben VanderMey (Chris Conlan), Alex Mickiewicz (Lucas)
- Altri interpreti: Deion Smith (Jeremy Mitchell), Isaiah Stratton (agente O'Hara), Cedrick Cooper (agente Wirth), Julia Vasi (Katie), Gara Coffey (collaboratrice del GBI), Chase Anderson (leader dei Bros), Jennifer Haralson (bartender), Danielle Lyn (agente Kirby), Danae Nason (Susan Smith), Randy Bernales (Gregory Pardee), Seth Zane Robbins (Felix), Roderick Smith Jr. (dj Onofre)
- Ascolti USA: telespettatori 3 216 000[10]

## L'Hard Disk
- Titolo originale: Should I Go Get My Tin Foil Hat?
- Diretto da: Lea Thompson
- Scritto da: Britta Lundin

### Trama
Mitchell e il figlio Jeremy sorprendono Charles, l'ex fidanzato della prima e padre del secondo, in casa loro. Egli sostiene di essere seguito, supplicando Faith di aiutarlo: lei si rivolge a Will per assistenza e quest'ultimo individua prove di intrusi che utilizzano l'appartamento di Charles per spiare una coppia di vicini, Kevin e Sally, che il Georgia Bureau of Investigation trova uccisi. Sally lavorava presso l'azienda informatica "Selantus", responsabile della fornitura di apparecchi elettronici (cellulari e computer) proprio al GBI.
Successivamente, anche Trent viene seguito e Mitchell inizia a ricevere messaggi minatori, turbando Charles che è un veterano dell'Afghanistan e soffre di Disturbo Post - Traumatico da Stress (DPTS). Trent collega un indizio lasciato da Sally ad una reporter, la quale spiega che la "Selantus" ha installato una backdoor nei sistemi informatici del GBI allo scopo di rubare informazioni sulle loro indagini e che Sally aveva recuperato un hard disk contenente le prove dell'esistenza della backdoor. In procinto di andarsene, la donna viene uccisa da una sparatoria da un'auto in corsa.
Trent e Mitchell diventano paranoici riguardo alla sicurezza all'interno del GBI, innervosendo la Vice Direttrice Wagner. Charles riconosce la chiave che Sally aveva dato alla reporter come appartenente alla cassetta postale della vittima e comunica a Faith la collocazione dell'hard disk, avvertendo però anche la "Selantus": in uno scontro a fuoco all'ufficio postale, uno degli impiegati viene catturato non prima che riesca a distruggerlo. Nonostante la sua mancanza, Trent, Mitchell e la Vice Direttrice Wagner convincono il Direttore del GBI Armstrong ad interrompere ogni rapporto con l'azienda.
Faith osserva un legame positivo tra Charles e Jeremy e suggerisce che Charles sia coinvolto nella genitorialità futura.
La ragazza vittima di traffico sessuale soccorsa da Angie nell'episodio precedente esprime preoccupazione per la sua amica minorenne Jade, che Polaski e Ormewood salvano da un pedofilo (entrando nell'edificio con un pretesto inconsistente).
Nel frattempo, Will nota che la sua dog-sitter Nico si comporta in modo strano e che gli ha sottratto del denaro, ma lei non vuole rivelarne il motivo. Alla fine, Nico ammette di essere stata picchiata e ricattata da un altro abitante dello stesso quartiere, allora Will la invita a vivere stabilmente con lui e Betty.
- Guest star: Ric Reitz (direttore Armstrong), Rotimi Akinosho (charles), Walter Belenky (Vince Arrigotti)
- Altri interpreti: Cora Lu Tran (Nico), Kurt Yue (Pete Chin), Deion Smith (Jeremy Mitchell), Christina Wren (Caroline), Cedrick Cooper (agente Wirth), Julia Vasi (Katie), John Machesky (agente Petrakis), Adam Ignacio (Rocky Angelina), April Billingsley (Jess Noonan), Almeera Jiwa (Sally), Debra Stipe (Reese Fox), Gabriella Cila (Jade), David Vaughn (Matty), John Dixon (Kevin), Elijah Everett (responsabile della sicurezza)
- Ascolti USA: telespettatori 2 886 000[11]

## Non rintracciabile
- Titolo originale: Unable to Locate
- Diretto da: Patricia Cardoso
- Scritto da: Henry "Hank" Jones

### Trama
Trent e Mitchell sono incaricati di rintracciare un container da spedizione carico di armi che è stato rubato e potrebbe essere impiegato per compiere un attentato. I primi sospettati sono il "Fronte Confederato" (FC), un gruppo estremista della destra conservatrice. Will affronta uno dei membri all'esterno di un bar venendo però aggredito dagli altri: ferito, si rifugia sul retro di un pickup posseduto da uno dei Confederati e perde i sensi. Poiché irreperibile, Faith ne denuncia la scomparsa e Amanda avvia una massiccia ricerca. Le tre donne della vita di Will reagiscono in modo differente: se la prima è determinata a ritrovarlo, la seconda si mostra fredda non riuscendo tuttavia a nascondere il proprio coinvolgimento emotivo; mentre Angie si sente in colpa e riflette sul loro passato e futuro come coppia.
Trent si risveglia sul pickup con il cellulare scarico; raggiunta una destinazione, egli decide di fronteggiare gli estremisti ma prima lascia un commovente messaggio d'addio per Angie sul proprio registratore (quello di cui si serve per prendere appunti). Fortunatamente, la tenacia di Mitchell consente al GBI di arrivare con i rinforzi, arrestare i "Confederati" e salvare il collega.
Ormewood e Polaski indagano su un omicidio avvenuto nel corso del lancio di un nuovo modello di scarpe da ginnastica. Polaski s'insospettisce del desiderio di Ormewood di chiudere velocemente il caso e, approfondendo, identifica un sospettato alternativo. Ormewood reagisce con un'inziale scoppio di rabbia, ma poi aiuta la partner ad arrestare il vero assassino. Successivamente, Ormewood rivela che era ricattato dal proprietario del negozio, le cui telecamere di sorveglianza lo avevano ripreso, una volta, aggredire violentemente un sospettato, ammettendo di avere problemi di gestione della collera derivati dal servizio militare (ha infatti servito nell'Esercito finché una lesione fisica non l'ha costretto al congedo).
Nel frattempo, Will vede Betty masticare le istruzioni di un test di gravidanza e chiede spiegazioni ad Angie: quest'ultima afferma di non averlo fatto a causa del timore di diventare madre, menzionando di essere sobria soltanto da sessantadue giorni. I tentativi di rassicurazione di Will incrementano la sua ansia tanto che lei mente dicendo che il bambino probabilmente non sarebbe suo, facendolo infuriare.
Alla fine, Angie effettua il test di gravidanza insieme a Will ed il risultato è negativo. Will tiene per sé la registrazione realizzata precedentemente, scegliendo di non fargliela ascoltare.
In un flashback, Will ricorda un momento del passato nel quale lui ed Angie erano adolescenti fuggiti da una famiglia affidataria in cerca di un medico abortista dopo che la quindicenne Angie aveva subìto uno stupro da parte del loro tutore rimanendo incinta.
- Guest star: Savannah Hutson (Angie da giovane), Kathleen York (Babs Carter), Dimitri Meskouris (Taki Georgiou), Andres G. Velez (Will da giovane)
- Altri interpreti: Todd Allen Durkin (capitano Dennis Heller), Kurt Yue (Pete Chin), Deion Smith (Jeremy Mitchell), Jesse C. Boyd (Craig McDonald), Nasir Rahim (bartender), Isabelle Du (Lou Lou Maxey), Terrance Sims (Pun'Kin), Travis John Powers (membro CF #1), John D. Babcock III (Jerry Kilargis), Spencer Davis (Billy Thompson)
- Ascolti USA: telespettatori 2 629 000[12]

## Assassinio al Campus
- Titolo originale: Two Hundred Dollars and a Bus Pass
- Diretto da: Geary McLeod
- Scritto da: Karine Rosenthal

### Trama
L'apparente suicidio per annegamento di una studentessa universitaria, Alison Schooner, tocca Will da vicino poiché un'impercettibile ferita da coltello sul suo collo indica che si tratta di omicidio e soprattutto, perquisendone la stanza, Will nota che tutti i suoi effetti personali sono tenuti sotto chiave, inducendolo a presumere correttamente che anche Alison è cresciuta nel sistema di affidamento. L'Agente Speciale finisce con l'immedesimarsi profondamente con la vittima, immaginando di dialogare con lei e promettendo di darle pace.
Mentre gli agenti perlustrano la stanza, un altro studente tenta di irrompervi ma improvvisamente crolla a terra per un attacco di convulsioni. Emerge che Alison stava partecipando ad un trial clinico per guadagnare denaro e che il suo ex fidanzato, Jason, è un assistente ricercatore del laboratorio nel quale essi si svolgono. L'alibi di Jason viene smentito dalla collega Darla. In ospedale, Mitchell apprende che la crisi dello studente è stata dovuta a molteplici farmaci sperimentali e si scopre l'esistenza di un fiorente mercato nero di tali farmaci all'interno del college che coinvolgeva la stessa Alison. Darla viene accoltellata e identifica Jason come l'aggressore: il cadavere di quest'ultimo viene trovato nel seminterrato con la scritta "Mi dispiace" sul muro.
Trent è dubbioso, perciò allestisce una messa in scena allo scopo di insinuare che lo studente si sia ripreso e sia disponibile a parlare con le autorità, sorprendendo Darla in flagrante in procinto di eliminare il ragazzo (in realtà solo cuscini posizionati sul letto per lasciar credere che vi fosse qualcuno): ella gestiva l'illegale e remunerativo traffico di farmaci e ha ucciso Alison quando questa ha minacciato di denunciarla.
Durante l'immaginaria conversazione con la ragazza, Will racconta che a diciannove anni è stato arrestato per aver rubato del cibo e che l'allora capo del Distretto di Polizia Amanda Wagner ha dato una svolta alla sua vita insegnandogli tutto ciò che sapeva del GBI e divenendo per lui una figura materna.
Polaski e Ormewood indagano su un caso più "leggero": la morte di un mago, pugnalato con la propria spada, in una casa di riposo per anziani. Recuperandone il cellulare sottratto da una delle ospiti, i detective scoprono che la vittima era un truffatore che sfruttava l'ipnosi per rubare soldi, password, numeri di previdenza sociale da tante altre strutture in tutto lo Stato della Georgia e che intendeva lasciare la propria amante Nancy (la direttrice della casa di riposo) per scappare alle Bahamas: è stata proprio lei ad ucciderlo in un impeto di rabbia e l'omicidio è stato immortalato dalla fotocamera del cellulare con cui il mago stava girando un video promozionale.
Alla fine, a casa di Will, lui, Angie e Nico onorano la memoria di Alison.
Inoltre, Faith flirta goffamente con il medico che l'ha curata dopo lo svenimento (nel quarto episodio), raccontandogli di avere un figlio di diciotto anni avuto quando lei ne aveva quindici, e i due si scambiano i numeri.
- Guest star: Vanessa Martinez (Nancy Hernandez), Fern Cozine (Darla Wall)
- Altri interpreti: Cora Lu Tran (Nico), Todd Allen Durkin (capitano Dennis Heller), Kurt Yue (Pete Chin), Kayvon Esmaili (dott. Farhad Pournazeri), Kadianne Whyte (Alison Schooner), Grace Junot (dot.ssa Marie Tilda), Jee An (ministro Vera Kuo), Michael James Thomas (Jason Howell), Larry Herring (Steve Susperio), Jennifer Van Horn (Sheila), Blaque Fowler (Barry), Sharon Blackwood (Linda), Ivory Shields (Leigh), Tony Scott (Gus), Tyler Giles (Dwayne Gilbert), Dorothy Sanders (Milly), Nick Clark (Milo Braham), Naddya Alicea (studente #1), Miguel A. Gaetan (addetto alla sicurezza), Kristina Jin (studente #2), Elijah Deabreu (studente #3), Ebony Jenae (insegnante)
- Ascolti USA: telespettatori 2 712 000[13]

## Caccia all'uomo
- Titolo originale: Manhunt
- Diretto da: Eric Dean Seaton
- Scritto da: Adam Toltzis

### Trama
L'assassino di poliziotti condannato Sam Laporte sfugge alla custodia appena giunge in tribunale per la sentenza, sottraendo una pistola, prendendo Mitchell in ostaggio e costringendola a disfarsi della propria per poi allontanarsi con lei in auto. Trent si unisce alla conseguente caccia all'uomo. Laporte dichiara a Faith la propria innocenza (lei lo ha arrestato per furto con scasso sette anni prima) e si dirigono da un uomo che lui sostiene possa fornirgli un alibi. L'agente dell'APD Tate Grillo compare e uccide l'uomo con la pistola di Mitchell recuperata al tribunale, poi emette una segnalazione via radio incolpandola dell'omicidio e definendola complice di Laporte; egli sta per ucciderla venendo distratto da Laporte che consente a lei di sopraffarlo. I due scappano nuovamente.
Ispezionando la scena, Trent si mostra scettico nei confronti della versione dei fatti sostenuta da Grillo e rifiuta di credere che la partner sia complice di Laporte, convincendo Ormewood. Un messaggio di Mitchell pubblicato sull'account Instagram di Betty lo conduce a riesaminare il caso originario della morte dell'agente Hollis, scoprendo che quest'ultimo stava raccogliendo prove che confermano che Grillo è corrotto. In base ad un'intuizione, i due scavano in un appezzamento di bambù scovando le prove. Laporte e Mitchell si sono rifugiati in una baita nel bosco, lei crede alla sua innocenza e prima dell'arrivo di Grillo, instaurano un rapporto: lei tenta di allontanarlo, ma quando l'agente si prepara ad uccidere Laporte, Faith gli spara uccidendolo. La Vice Direttrice Wagner la toglie dalla custodia dell'APD.
Nel frattempo, Polaski s'imbatte casualmente in uno dei suoi padri affidatari, Leonard "Lenny" Broussard, che l'ha violentata e messa incinta a 15 anni (lei poi ha abortito). La visione la lascia turbata e fa riaffiorare il trauma, mettendo a repentaglio la sua stabilità emotiva e la sobrietà (della quale ha appena festeggiato ottantuno giorni): si reca ad una riunione degli Alcolisti Anonimi ma la trova inutile. Decisa ad affrontarlo, Angie lo fa portare alla Centrale: l'uomo (che ha scontato dodici anni in prigione per lo stupro) appare sia apparentemente pentito sia accondiscendente verso di lei, che non riesce ad interrogarlo e lo lascia andare. Appena prima che le porte dell'ascensore si chiudano, tuttavia, Angie resta sconvolta nel vederlo insieme ad una nuova compagna e alla figlia adolescente della donna.
Più tardi a casa di Will, lui scorge una bottiglia vuota nel cestino della spazzatura: lei spiega che è una birra analcolica, ma lui si preoccupa e la incalza per sapere che cosa la turba, lei si limita semplicemente a rispondere di aver avuto una "giornata dura".
- Guest star: French Stewart (Lenny Broussard), Ric Reitz (direttore Armstrong), Jason Wiles (agente Tate Grillo), Gissette Valentin (Maia Hollis), Vince Swann (Sam Laporte), Yvette Freeman (Bonnie)
- Altri interpreti: Cora Lu Tran (Nico), Chapel Elizabeth Oaks (Crystal), Deion Smith (Jeremy Mitchell), Isaiah Stratton (agente O'Hara), Cedrick Cooper (agente Wirth), Brittany Wilkerson (Diane), John Machesky (agente Petrakis), Savannah Hutson (Angie da giovane), Darryl Handy (Don), David Flannery (uomo arrabbiato), Canecia Gordon (donna), Stephanie Hong (agente Nina Lau), Austin Pulliam (bambino)
- Ascolti USA: telespettatori 3 235 000[14]

## Gli pterodattili possono volare
- Titolo originale: Pterodactyls Can Fly
- Diretto da: Bille Woodruff
- Scritto da: Britta Lundin e Inda Craig-Galván

### Trama
Un massacro avvenuto all'interno di un parcheggio per roulotte lascia un bambino senza famiglia. L'Agente Speciale Trent lo individua nascosto in uno dei veicoli: poiché il piccolo si rifiuta di parlare, Trent lo soprannomina "Scoot". Il suo giudizio cinico sul sistema di affidamento e l'istinto protettivo lo inducono a non consegnarlo ai Servizi Sociali e invece di portarlo a casa con sé, divenendone il tutore temporaneo. Lui e Betty riescono a farlo aprire mediante l'ausilio dei dinosauri giocattolo del bambino, che afferma di chiamarsi Theo Davis e che la madre tornerà presto; egli identifica un uomo vestito di nero, che probabilmente ha assunto i tiratori del parcheggio (di cui uno, ferito, è stato catturato). Trent e Mitchell suppongono che l'accaduto avesse a che fare con uno scambio di droga conteso, ma non ne trovano tracce.
Più tardi, spunta la nonna di Theo per prenderlo in custodia, descrivendone la madre come una tossicodipendente. Accompagnato da Betty, Trent porta il bambino al negozio di ferramenta dell'anziana, ma lui riconosce uno degli "zii" come l'uomo vestito di nero; quindi Will li nasconde nel condotto di ventilazione del bagno e sopraffà la donna e i suoi scagnozzi in tempo per l'arrivo della Polizia. La sparatoria aveva lo scopo di far ottenere alla nonna (un'infermiera che si riteneva più idonea della madre) la custodia di Theo, che può riunirsi alla madre.
Nel frattempo, Mitchell è in congedo amministrativo a seguito degli eventi dell'episodio precedente e riceve la visita della madre Evelyn: quest'ultima la aiuta ad elaborare la prima uccisione in servizio (ha infatti sparato mortalmente all'agente corrotto Grillo) e la sprona a rientrare al lavoro; esprime alla Vice Direttrice Wagner il risentimento per essere stata tradita e umiliata quando gli agenti del GBI l'hanno scortata fuori dal proprio ufficio di Capitano dell'APD sei mesi prima (nell'indagine per corruzione per la quale anche Evelyn ha perso l'impiego).
Polaski precipita in una spirale distruttiva lottando con i propri demoni interiori innescati dal trauma di Lenny Broussard (il padre affidatario che l'ha violentata e messa incinta a 15 anni), di cui non ha parlato a Will: collaborando con Ormewood, avvicina a scuola la figlia della nuova compagna dell'uomo, Crystal, per avvertirla, con l'unico risultato di infastidirla. La madre della ragazza si presenta all'APD per protestare contro il comportamento persecutorio perpetrato dalla detective, la quale tenta di convincerla che Broussard è un predatore pedofilo e ammette al collega Franklin (anche suo sponsor degli Alcolisti Anonimi) preoccupazione per la propria sobrietà. Franklin la esorta a parlarne con Will perché i segreti possono rovinarle la vita e per non permettere a Broussard di diventare la sua prossima dipendenza.
Alla fine, Broussard intercetta Angie all'esterno del suo appartamento e l'accusa di essersi meritata ciò che le ha fatto in passato: lei, ossessionata dalla convinzione che l'uomo non sia né cambiato né pentito delle proprie azioni, minaccia di ucciderlo. Nell'ultima scena, la si vede acquistare una bustina di stupefacenti alludendo ad una possibile ricaduta.
- Guest star: Kevin Daniels (Franklin), French Stewart (Lenny Broussard), LisaGay Hamilton (Evelyn Mitchell), Yancey Arias (sceriffo), Roxanne Hart (Kathleen Marigold), Callan Barry (Theo Davis)
- Altri interpreti: Cora Lu Tran (Nico), Chapel Elizabeth Oaks (Crystal), Christina Wren (Caroline), Brittany Wilkerson (Diane), Bryan Terry Snell (Deacon), Melanie Jeffcoat (signora Elmsway), Cabot Basden (rivenditore), Chris Mayers (Sean), Amor Owens (Susan Whitlock), Hannah Black (Kylie Davis), Daniel James Baldock (Aaron), Nyla Turner (amica di Crystal), Todd Denson (Gary Keller), Markell Williams (Clark), Lucas Moss (deputato Barnes)
- Ascolti USA: telespettatori 3 583 000[15]

## Bill Black
- Titolo originale: Bill Black
- Diretto da: Howard Deutch
- Scritto da: Daniel Thomsen e Henry "Hank" Jones

### Trama
Da cinque settimane, Trent è infiltrato sotto copertura con l'identità fittizia di Bill Black, un criminale dal passato travagliato, per smantellare un cartello della droga, identificarne il famigerato leader e rintracciare un Agente della DEA che risulta scomparso. Il suo unico contatto con il cartello è un certo Dante Vasquez e Trent spera di poter sfruttare l'interesse romantico di sua cugina Rosa a proprio vantaggio. Periodicamente, egli s'incontra con Mitchell per aggiornarla. Dopo settimane di duro lavoro, l'alias Bill Black viene invitato da Vasquez a partecipare ad una consegna di denaro al cartello: tuttavia, i due vengono accolti da una raffica di proiettili che uccide Dante e ferisce Will ad una gamba. Rosa lo cura e gli garantisce un alibi. La Polizia arriva e lo prende in custodia, anche se poi viene rilasciato, e grazie all'intervento di Mitchell, egli è in grado di mantenere la copertura.
Emerge che Vasquez era il vero bersaglio della sparatoria e si scopre che il leader del cartello ne ha ordinato la morte perché a causa sua l'organizzazione è finita sul radar della DEA. Successivamente, Trent deduce che il padre malato di Rosa è in realtà l'Agente della DEA scomparso e da tutti creduto morto, e che la leader è proprio lei; il vicino di appartamento lo aiuta a salvare sia l'Agente sia una ragazza che Rosa avrebbe voluto che Trent uccidesse per dimostrare la propria lealtà.
Prima della missione, Will ha trovato la bustina acquistata da Angie in casa e i due hanno avuto una lite accesa: lei ha insistito di non averla utilizzata e l'ha gettata via, ma lui ha intuito che stava mentendo. Polaski ed Ormewood ricevono un richiamo ufficiale per una denuncia di cattiva condotta, evitando la punizione. Alla Centrale, la detective scorge Crystal (la figlia della nuova compagna di Lenny Broussard), la quale in privato le confessa che l'uomo ha iniziato ad abusarne sessualmente. Polaski le promette il proprio aiuto. A casa di Will, lei instaura una conversazione con Betty nel tentativo di spiegare razionalmente le proprie intenzioni, assicurando che lo lascerà non appena la vicenda con Broussard sarà risolta: desidera però vederlo un'ultima volta, perciò i due s'incontrano e vivono un momento di passione, a seguito del quale Angie lo ringrazia per esserci sempre stato per lei.
Il giorno seguente, Ormewood confida a Mitchell che la partner si sta comportando in modo strano e Faith gli consiglia di guardarle le spalle. Polaski si reca all'abitazione di Broussard imbattendosi in Crystal terrorizzata mentre assiste ad una discussione tra l'uomo e la madre: tenta di calmare gli animi, ma la situazione degenera quando lui diventa violento. Angie riesce a sopraffarlo, la ragazza interviene e lo pugnala al collo, uccidendolo. Polaski decide di assumersene la colpa e allontana Crystal e la madre dalla scena del crimine, allestendola per lasciar immaginare che sia stata lei stessa a difendersi dopo un alterco. Ormewood la rintraccia e, sebbene sia scioccato e capisca immediatamente che il racconto di Angie è falso, decide di assecondare la sua versione dell'accaduto.
Dopo la missione, Will va in ospedale avendo appreso che Angie è stata aggredita da Broussard e la trova intenta a fornire una dichiarazione alla Polizia: egli si rende conto quindi che la ricomparsa dell'uomo era il segreto che lei stava mantenendo e che l'eroina nascosta in casa era destinata a lui (per mandarlo in overdose). 
Angie rompe nuovamente la loro relazione.
- Guest star: French Stewart (Lenny Broussard), Jose Pablo Cantillo (Gabriel), Bevin Bru (Rosa), Shalim Ortiz (Dante Vasquez), Claire Bronson (agente speciale della DEA)
- Altri interpreti: Todd Allen Durkin (capitano Dennis Heller), Chapel Elizabeth Oaks (Crystal), Brittany Wilkerson (Diane), Tommy Groth (proprietario del negozio), Mac Wells (uomo con il berretto), Ulisses Gonsalves (Marcos), Enzo D'Agata (Diego), Jake Kelley (venditore al telefono), Liv Bryant (Taylor), Helen Leroy (sceriffo Hagar), Malcolm Spears (agente speciale della DEA Matthew Menaker)
- Ascolti USA: telespettatori 2 611 000[16]

## Non è cambiato niente tranne tutto
- Titolo originale: Nothing Changed Except for Everything
- Diretto da: Oliver Bokelberg
- Scritto da: Karine Rosenthal e Adam Toltzis

### Trama
L'episodio si apre su un flashback al 1986: due giovani agenti di pattuglia, Amanda Wagner ed Evelyn Mitchell, s'imbattono nel cadavere di una prostituta con le labbra cucite, abbandonata in un vicolo nei pressi di un cassonetto dell'immondizia. Nel presente, Ormewood lavora ad un caso con il medesimo modus operandi (labbra e palpebre cucite e cuore trafitto da un punteruolo), mentre Faith ne ha seguito uno circa due settimane prima. Il Dipartimento di Polizia di Atlanta chiede loro di collaborare perché v'è ragione di credere che si tratti di un serial killer. I due aggiornano la Vice Direttrice Wagner sui casi recenti: basandosi sugli indizi, l'assassino tiene le vittime vive per quarantotto ore, poi le uccide e se ne disfa. Amanda è colta alla sprovvista sentendo che parte della sua fantasia è dipingere le unghie delle vittime con smalto rosso, ed informa Evelyn che lo stesso individuo è tornato. Un secondo flashback mostra le due avvertire le prostitute della zona di stare all'erta ed apprendere che una di loro incinta, Lucy Morales, è scomparsa.
Nel presente, Evelyn esamina i fascicoli dei casi recenti e ritiene che gli schemi siano differenti; Amanda pensa invece che vi siano comunque alcune somiglianze, quindi insieme si recano dall'ex avvocato di un protettore dell'epoca, James Ulster. La scoperta che tutte le vittime erano orfane conduce Trent a dedurre che l'assassino sta prendendo di mira i bambini al tempo ospitati nell'orfanotrofio nel quale lui ed Angie sono cresciuti. La teoria si rivela corretta quando Paul Campano (il compagno di casa-famiglia apparso nei primi due episodi della stagione) subisce un'aggressione, indirizzandoli su un altro ospite. Sperimentando difficoltà a rintracciarli tutti, Trent e Polaski raggiungono la vecchia casa-famiglia per recuperare i documenti originari (Will ricorda che il momento migliore in quel luogo è stato l'aver conosciuto Angie e anche di aver promesso a sé stesso che non vi sarebbe più tornato).
Dopo il ritrovamento di una nuova vittima, Wagner esclude Polaski dal caso e la manda a casa (dato che è in congedo); quest'ultima rifiuta la custodia protettiva assicurando che resterà da Will. Amanda ed Evelyn rievocano l'ambiente lavorativo tossico e sessista degli anni '80. Successivamente, anche Trent viene rimosso dal caso e più tardi Amanda gli rivela la verità: Lucy Morales era la sua madre biologica, era una prostituta e lei ed Evelyn avrebbero dovuto incontrarla per portarla in un posto sicuro, ma ella è stata rapita prima del loro arrivo e uccisa (il neonato, cioè Will, lasciato in un cassonetto). Will è sconvolto dalle sue parole, furioso la incolpa per aver tenuto il segreto tutti questi anni e rientra a casa, trovandola a soqquadro con nessuna traccia di Angie (che si stava preparando per l'udienza davanti al Comitato di Revisione Interna relativa alla vicenda Broussard): è stata rapita dal serial killer che ha lasciato una sua foto in cui ne ha sfregiato gli occhi.
Nel corso della perlustrazione nella vecchia casa-famiglia, Will ed Angie discutono della vicenda Broussard: lui è convinto che lei non abbia ucciso l'uomo per legittima difesa, ma lei gli intima di non interferire.
- Special guest star: Mark-Paul Gosselaar (Paul Campano)
- Guest star: Greg Germann (James Ulster), Sydney Park (Amanda da giovane), LisaGay Hamilton (Evelyn Mitchell), Imani Hakim (Evelyn da giovane), Willie Raysor III (Julius "Juice" Walker)
- Altri interpreti: Todd Allen Durkin (capitano Dennis Heller), Kurt Yue (Pete Chin), Raiany Silva (Lucy Morales), Myke Holmes (Percy), Kent Fields (Rick Landry), Josh Hooks (Butch Bonnie da giovane), Kelsi Lee (Sherese), Teshomech (Veronica), Kylee Benson (Tara Lazarus), Tony Kramer (Spencer), Hailey Swartwout (Kim), Evan Vihlen (maître), Philip Saad (Eddie), Kaitlin Baden (Amber)
- Ascolti USA: telespettatori 2 644 000[17]

## Un brutto carattere e un cuore duro
- Titolo originale: A Bad Temper And A Hard Heart
- Diretto da: Holly Dale
- Scritto da: Liz Heldens e Kath Lingenfelter

### Trama
- Special guest star: Mark-Paul Gosselaar (Paul Campano)
- Guest star: Greg Germann (James Ulster), Sydney Park (Amanda da giovane), LisaGay Hamilton (Evelyn Mitchell), Imani Hakim (Evelyn da giovane), Tom Schanley (Butch Bonnie), Tamara Clatterbuck (Kitty Treadwell)
- Altri interpreti: Raiany Silva (Lucy Morales), Kent Fields (Rick Landry), Josh Hooks (Butch Bonnie da giovane), Jef Holbrook (persona casuale), Renae Geerlings (dot.ssa Bridges), Popin Pete (Bruce), Tywaun Tornes (uomo in uniforme)
- Ascolti USA: telespettatori 3 316 000[18]